# Yūsaku Matsuda
Pour les articles homonymes, voir Matsuda.
Yūsaku Matsuda (松田 優作, Matsuda Yūsaku) est un acteur japonais, né le 21 septembre 1949 d'un père japonais et d'une mère coréenne zainichi, à Shimonoseki, dans la préfecture de Yamaguchi (Japon), et mort le 6 novembre 1989 à Musashino dans la préfecture de Tokyo (Japon).

## Biographie
Yūsaku Matsuda a trois enfants nés de son second mariage, avec Miyuki, actrice, dont Ryūhei Matsuda né le 9 mai 1983 et Shota Matsuda né le 10 septembre 1985, tous deux acteurs également. Il se rend populaire notamment grâce à la série policière Tantei monogatari (探偵物語) dans laquelle il joue le rôle d'un détective privé un peu loufoque et incompétent.
Il meurt à l'âge de 40 ans le 6 novembre 1989 dans un hôpital de Tokyo d'un cancer de la vessie, peu de temps après la sortie du film Black Rain de Ridley Scott, dans lequel il joue le rôle d'un yakuza. Il y donne la réplique à Michael Douglas et Andy Garcia.

## Filmographie partielle

### Comme réalisateur
- 1986 : A-hōmansu (ア・ホーマンス?)

### Comme acteur

#### Au cinéma
- 1979 : Resurrection of Golden Wolf (蘇る金狼, Yomigaeru kinrō?) de Tōru Murakawa
- 1980 : Yajū shisubeshi (野獣死すべし?) de Tōru Murakawa
- 1981 : Brumes de chaleur (陽炎座, Kagerō-za?) de Seijun Suzuki
- 1983 : Jeu de famille (家族ゲーム, Kazoku gēmu?) de Yoshimitsu Morita
- 1985 : Sorekara (それから?) de Yoshimitsu Morita : Daisuke Nagai
- 1986 : A-hōmansu (ア・ホーマンス?), tiré d'un manga d'Akio Tanaka et de Caribu Marley
- 1988 : Onimaru (嵐が丘, Arashi ga oka?) de Yoshishige Yoshida
- 1988 : Hana no ran (華の乱?) de Kinji Fukasaku : Takeo Arishima
- 1989 : Black Rain de Ridley Scott

#### À la télévision
- 1973 : Taiyō ni hoero! (太陽にほえろ!?) (série télévisée)
- 1979-1980 : Tantei monogatari (探偵物語?) (série télévisée)

## Anecdotes
Plusieurs personnages de fiction ont été modelés de façon à ressembler à Yūsaku Matsuda comme Yagyu Jubei, héros du jeu vidéo Onimusha 2: Samurai's Destiny, Aokiji un personnage du manga One Piece, ou encore Spike Spiegel héros principal de l'anime Cowboy Bebop[réf. nécessaire].